# Rivalità eroica
Rivalità eroica (Today We Live) è un film del 1933 diretto da Howard Hawks e da Richard Rosson.

## Trama

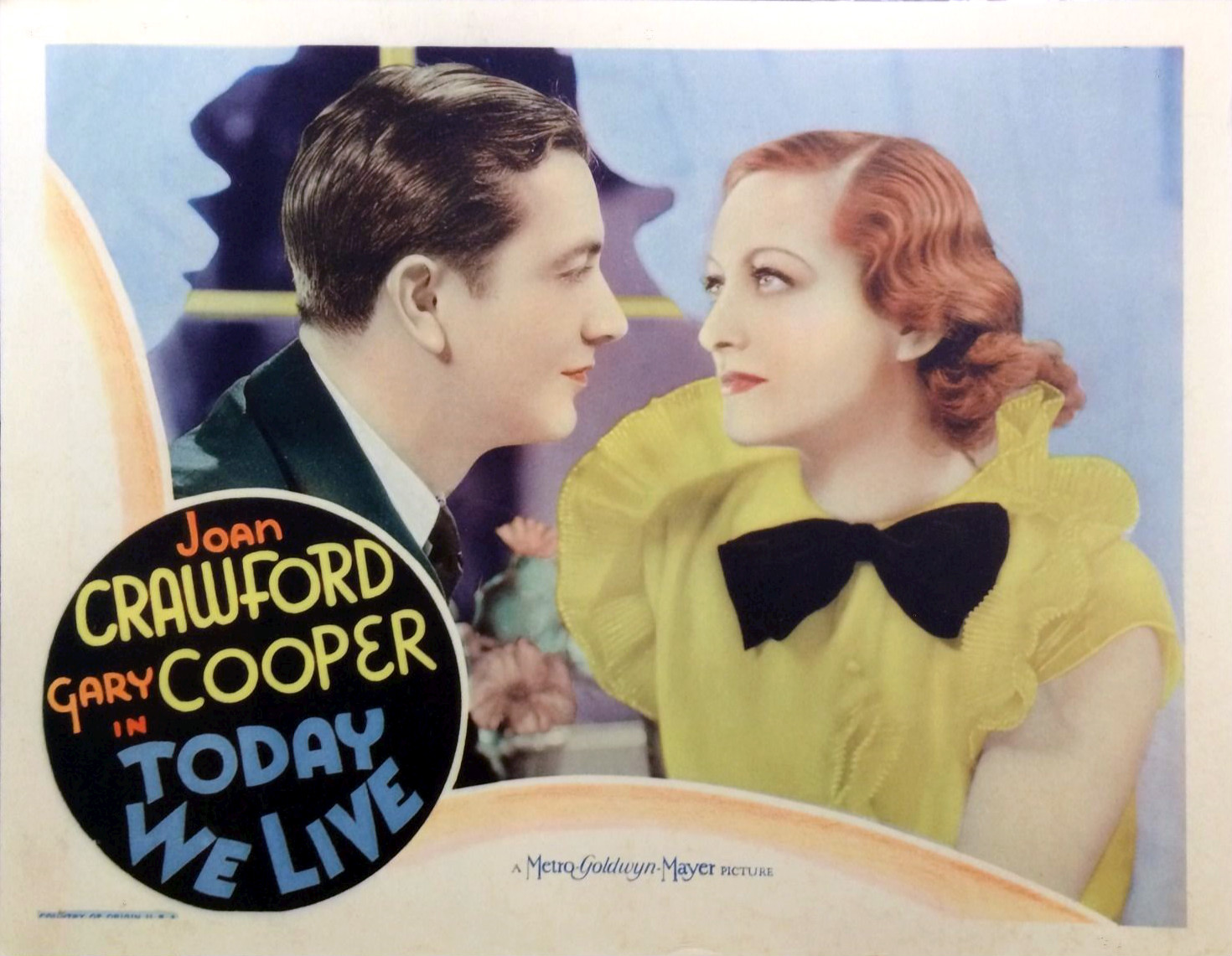

## Produzione
Il film fu prodotto dalla Metro-Goldwyn-Mayer (MGM) (controlled by Loew's Incorporated): le riprese durarono dal dicembre 1932 al febbraio 1933. Il budget stimato fu di 659.710 dollari. Venne girato negli studios della MGM al 10202 di W. Washington Blvd., a Culver City e, per le riprese aeree, al March Field di Riverside.

## Distribuzione
Distribuito dalla Metro-Goldwyn-Mayer (MGM), il film fu presentato in prima il 3 marzo 1933; uscì nelle sale cinematografiche USA il 14 aprile 1933 con il titolo originale Today We Live.